# Anthribini
Anthribini es una tribu de coleópteros polífagos de la familia Anthribidae. Contiene los siguientes géneros:

## Géneros
- Anthribus
- Apolecta
- Apolectella
- Opanthribus
- Parablops
- Streneoderma